# Kermadec-szigetek
Kermadec-szigetek a Csendes-óceánon találhatók, az Új-Zélandtól kiinduló, nagyjából észak felé haladó hátságon. 1887-től Új-Zéland része. A szigetek a déli szélesség 19º - 30º-a és a nyugati hosszúság 178º-a körül helyezkednek el, kb. 1000 km-re észak-északkeletre az Új-Zélandi Északi-szigettől. Nagyjából ugyanilyen távolságra van tőle északra a Tonga sziget.
Legnagyobb tagja a fenti koordinátákon található legészakibb Raoul-sziget, melynek legnagyobb kiterjedése 6×10 km, felszíne 30 km². A szigetcsoport további tagjai: Macauley, Hazard, Curtis, Cheeseman, Mayers, L’Esperance-szikla, ezek legfeljebb néhány száz méteresek.
A szigetek lakatlanok, kivéve  a Raoul-szigetet, ahol a „Raoul Island Station”, egy meteorológiai- és rádióállomás üzemel, ami egyúttal szállást biztosít a Department of Conservation hivatalnokai és önkéntesei számára, amit 1937 óta tartanak fenn a Raoul-sziget  északi teraszain, mintegy 50 m-es magasságban a Fleetwood Bluff sziklái felett.  A  „Raoul Island Station” képviseli Új-Zéland legészakibb előőrsét, ugyanakkor az ország legészakibb pontja a Raoul-szigettől északkeletre fekvő Nugent-sziget.

## Fordítás
- Ez a szócikk részben vagy egészben  a   Kermadec Islands című angol Wikipédia-szócikk fordításán alapul.  Az eredeti cikk szerkesztőit annak laptörténete sorolja fel. Ez a jelzés csupán a megfogalmazás eredetét és a szerzői jogokat jelzi, nem szolgál a cikkben szereplő információk forrásmegjelöléseként.